# Gonioscelis chloris
Gonioscelis chloris är en tvåvingeart som beskrevs av Jason Gilbert Hayden Londt 2004. Gonioscelis chloris ingår i släktet Gonioscelis och familjen rovflugor. Inga underarter finns listade i Catalogue of Life.